# Fiesta Nacional del Tamal
Todos los años, en el mes de julio, Argentina realiza su Festival Nacional del tamal en la localidad de Chicoana, provincia de Salta, localidad ubicada a 47 km de la ciudad de Salta (capital de la provincia homónima).
El festival ha logrado insertarse dentro del calendario de los más importantes festivales folclóricos del país en el que destacadas figuras del folclore nacional se hacen presente en cada edición.
En esta fiesta, la cultura andina gana las calles del pueblo gracias a la participación de las agrupaciones tradicionalistas que le dan un marco de historia y tradición, y en la que no falta el tamal y el asado argentino.
Conjuntamente con el Festival Nacional del Tamal se lleva a cabo el Encuentro Nacional de Doma, el que consiste en tres jornadas dedicadas a la tradicional jineteada con las mejores tropillas y domadores del país.
Así mismo se realiza la elección de la chola Nacional.
Actividades que buscan satisfacer el gusto de todos los salteños y turistas que visitan la provincia.